# Női 25 kilométeres hosszútávúszás a 2009-es úszó-világbajnokságon
A női 25 kilométeres hosszútávúszást a 2009-es úszó-világbajnokságon július 25-én rendezték meg.

## Érmesek
| Arany                       | Ezüst                      | Bronz                         |
| Németország · Angela Maurer | Oroszország · Anna Uvarova | Olaszország · Federica Vitale |

## Eredmények
| Helyezés  | Úszó                  | Nemzetiség | Idő       |
| --------- | --------------------- | ---------- | --------- |
| Aranyérem | Angela Maurer         | GER        | 5:47:48.0 |
| Ezüstérem | Anna Uvarova          | RUS        | 5:47:51.9 |
| Bronzérem | Federica Vitale       | ITA        | 5:47:52.7 |
| 4         | Margarita Dominguez   | ESP        | 5:48:37.6 |
| 5         | Celia Barrot          | FRA        | 5:49:00.7 |
| 6         | Linsy Heister         | NED        | 5:49:08.1 |
| 7         | Martina Grimaldi      | ITA        | 5:49:36.7 |
| 8         | Stefanie Biller       | GER        | 5:50:08.8 |
| 9         | Natalja Pankina       | RUS        | 5:50:36.8 |
| 10        | Eva Fabian            | USA        | 5:50:41.5 |
| 11        | Emily Hanson          | USA        | 5:53:01.6 |
| 12        | Esther Nunez Morera   | ESP        | 6:06:45.7 |
| 13        | Shelley Clark         | AUS        | 6:07:31.7 |
| 14        | Cathy Dietrich        | FRA        | 6:08:27.4 |
| 15        | Lili Anzueto Moguel   | MEX        | 6:29:49.1 |
| --        | Kate Brookes-Peterson | AUS        | DNF       |
| --        | Zaira Cardenas        | MEX        | DNF       |
| --        | Nika Kozamernik       | SLO        | DNS       |